# Neomammillaria geminispina
Neomammillaria geminispina là một loài thực vật có hoa trong họ Cactaceae. Loài này được (Haw.) Britton & Rose mô tả khoa học đầu tiên năm 1923.